# داري آن بالدوين
داري آن بالدوين (بالإنجليزية: Dare Ann Baldwin)‏ من مواليد 24 فبراير 1960. هي عالمة معروفة بأبحاثها حول آليات التعلم والمهارات الاجتماعية المبكرة للرضع والأطفال الصغار. بالدوين هي أستاذة علم النفس في جامعة ولاية أوريغون. حصلت بالدوين على العديد من الجوائز بما في ذلك جائزة بويد ماكاندلس Boyd McCandless لعام 1994 من القسم 7 من جمعية علم النفس الأمريكية، وفي عام 1995 حصلت على جائزة جون ميرك للعلماء، وفي عام 1997 حصلت على جائزة APA العلمية المتميزة للمساهمة المهنية المبكرة في علم النفس، وفي 2006-2007 حصلت على جائزة زمالة جيمس ماكين كاتيل السبتية، إلى غير ذلك من الجوائز.